# Digimon

Jeden z wariantów loga Digimon używanego w trzecim i czwartym sezonie anime w wydaniu Amerykańskim.

Digimon (jap. デジモン, rōmaji: dejimon, od ang. Digital Monsters – cyfrowe potwory) – nazwa fikcyjnych stworzeń oraz seria filmów anime, mangi, gier wideo oraz filmów pełnometrażowych o nich traktujących, produkcji japońskiej. Tytułowe stwory to istoty składające się z danych komputerowych, żyjące w równoległym wymiarze wywodzącym się z ziemskiej sieci komputerowej, znanym jako „Cyfrowy świat” (Digital World).

## Historia
Digimony pojawiły się w Japonii w roku 1997 jako Digimon Tamagotchi. W Japonii Digimony zostały ciepło przyjęte i w grudniu tego samego roku została wydana druga generacja Digimonów.
Wydane w podobnym czasie co Pokémony, Digimony nie ustrzegły się wielu krytyk i porównań ze swoimi konkurentami. Mimo że Pokémony osiągnęły większą popularność, wciąż istnieje duża baza fanów obydwu serii.
Podczas lata w 1997 r. została wydana manga typu one-shot pod tytułem C'mon Digimon. Dzięki niej następny komiks powstał 21 listopada 1998 roku w postaci serii o nazwie Digimon Adventure V-Tamer 01.
Pierwsze pojawienie się Digimonów jako gra odbyło się 28 stycznia 1999 na konsole Sony PlayStation. Digimon World (bo taki tytuł nosiła owa produkcja) było mocno bazowane na Digimon Battle Pets. 6 marca 1999, po premierze gry odbyła się premiera pierwszego filmu anime na podstawie Digimonów - Digimon Adventure.

## Bohaterowie mang i anime
Digimon Adventure
- Tai (jap. Taichi Yagami) – brat Kari, Digimon: Agumon
- Matt (jap. Yamato Ishida) – brat T.K., Digimon: Gabumon
- Sora Takenouchi – digimon: Piyomon
- Izzy (jap. Koushirou Izumi) – Digimon: Tentomon
- Mimi Tachikawa – digimon: Palmon
- Joe (jap. Jyou Kido) – Digimon: Gomamon
- Takeru (w drugiej części nazywany T.K.) (jap. Takeru Takaishi) – brat Matta, digimon: Patamon
- Kari (jap. Hikari Yagami) – siostra Taia, digimon: Tailmon

Digimon Adventure 02
- Davis (jap. Daisuke Motomiya) – Digimon: V-mon
- Yolei (jap. Miyako Inoue) – Digimon: Hawkmon
- Cody (jap. Iori Hida) – Digimon: Armadillomon
- Ken Ichijouji – digimon: Wormmon
- T.K.(jap. Takeru Takaishi) – brat Matta, Digimon: Patamon
- Kari (jap. Hikari Yagami) – siostra Taia, Digimon: Tailmon
- Tai (jap. Taichi Yagami) – brat Kari, Digimon: Agumon
- Matt (jap. Yamato Ishida) – brat T.K., Digimon: Gabumon
- Sora Takenouchi – digimon: Piyomon
- Izzy (jap. Koushirou Izumi) – Digimon: Tentomon
- Mimi Tachikawa – digimon: Palmon
- Joe (jap. Jyou Kido) – Digimon: Gomamon
- Willis (jap. Wallace) – Pojawia się w trzecim filmie kinowym pt. "Digimon Hurricane Touchdown/Supreme Evolution! The Golden Digimentals", digimony : Terriermon, Lopmon
- Yukio Oikawa – ostatni przeciwnik naszych bohaterów, jego digimon pojawia się kilka sekund przed jego śmiercią – digimon: Datirimon

Digimon Adventure 02 – Międzynarodowi Digi wybrańcy
USA:
- Michael – Digimon: Betamon
- Lou – Digimon: Tortomon
- Phil – Digimon: FlareRizamon
- Maria – Digimon: Centarumon
- Steve – Digimon: Frigimon
- Tatum – Digimon: Airdramon

Meksyk:
- Rosa – Digimon: Gotsumon

Rosja :
- Yuri – Digimon: Kuwagamon
- Sonja – Digimon: Snimon
- Anna – Digimon: Unimon

Syberia :
- Digi wybrańcy, których imion nie znamy – Digimony: Frigimony

Francja :
- Catherine – Floramon
- Digi wybrańcy, których imion nie znamy – Digimony: Gazimon, Gotsumon, Vegiemon, Elecmon, Vilemon

Australia :
- Derek – Digimon: Crabmon
- Digi wybrańcy, których imion nie znamy – Digimony: Bukamon, Divermon, Gizamon, Whamon

Chiny :
- Trzej bracia Poi – Digimony: 3 Syakomony
- Yuehon – Digimon: Apemon
- Dien – Digimon: Gorillamon
- Mina – Digimon: Meramon

Digimon Adventure V-Tamer
- Tai (jap. Taichi Yagami) – Digimon: Zeromaru (V-dramon)
- Neo Saiba – Digimony : Greymon, Ogremon, Devimon, Arkadimon
- Mari Goutokuji – Digimon : Rosemon
- Hideto Fujimoto – Digimon : Omnimon
- Sigma – Digimon : Piedmon
- Gabo (Gabumon)

Digimon Tamers
- Takato Matsuki (jap. Matsuda Takato) – Digimon: Guilmon
- Henry Wong (jap. Lee Jenrya) – brat Suzie, Digimon: Terriermon
- Rika Nonaka (jap. Makino Ruki) – Digimon: Renamon
- Ryo Akiyama (jap. Akiyama Ryo) – Digimon: CyberDramon
- Jeri Katou (jap. Katou Juri) – Digimon: Leomon
- Kazu Shioda (jap. Shiota Hirokazu) – Digimon: Guardomon
- Kenta Kitagawa (jap. Kitagawa Kenta) – Digimon : MarineAngemon
- Ai i Mako (jap. Ai i Makoto) – Digimon : Impmon
- Suzie Wong (jap. Lee Shiuchon) – siostra Henry'ego, digimon: Lopmon
- Alice McCoy – Pojawia się raz w 44 odcinku Digimon Tamers, digimon : Dobermon
- Minami – Pojawia się w pątym filmie kinowym pt. "Digimon Tamers : The Adventurers Battle", Digimon : Labramon
- Calumon (jap. Culumon)

Digimon Frontier
- Takuya Kanbara (jap. Kanbara Takuya) – Dusza Ludzka : Agunimon, Dusza Bestii : BurningGreymon, Żywioł : Ogień
- Koji Minamoto (jap. Minamoto Kōji) – brat Koichiego, Dusza Ludzka : Lobomon, Dusza Bestii : KendoGarurumon, Żywioł : Światło
- Tommy Himi (jap. Himi Tomoki) – Dusza Ludzka : Kumamon, Dusza Bestii : Korikakumon, Żywioł : Lód
- Zoe Orimoto (jap. Orimoto Izumi) – Dusza Ludzka : Kazemon, Dusza Bestii : Zephyrmon, Żywioł : Wiatr
- Junpei "J.P." Shibayama (jap. Shibayama Junpei) – Dusza Ludzka : Beetlemon, Dusza Bestii : MetalKabuterimon, Żywioł : Grom
- Koichi Kimura (jap. Kimura Kōichi) – brat Kojiego, Dusza Ludzka : Löwemon, Dusza Bestii : JagerLöwemon, Skorumpowana Dusza Ludzka : Duskmon, Skorumpowana Dusza Bestii : Velgemon, Żywioł : Ciemność
- Bokomon
- Neemon
- Patamon
- Lopmon
- Salamon

Digimon Savers
- Daimon Masaru- Digimon: Agumon
- Daimon Suguru – ojciec Masaru i Chiki, Digimon: BanchouLeomon
- Daimon Chika – siostra Masaru, Digimon : Biyomon
- Tohma H. Norstein – Digimon: Gaomon
- Yoshino Fujieda – Digimon: Raramon
- Megumi Shirakawa – Digimon: PawnChessmon(biały)
- Miki Kurokawa – Digimon: PawnChessmon(czarny)
- Komandor Retarou Satsuma – digimon: Kudamon
- Niguchi Ikuto – Digimon: Falcomon
- Yushima Hiroshi – Digimon : Kamemon
- Kurata – digimon : Gizmon
- Kouki – digimon : BioThunderbirmon
- Ivan – digimon : BioStegomon
- Nanami – digimon : BioCoatlmon

Digimon D-Cyber
- Hikaru Ryuuji – Digimon : Dorumon
- Masuken Kana – Digimon : Ryuudamon
- Teru Raku – Digimon : Agumon X

Digimon Next
- Tatsuno Tsurugi – Digimon : Agumon
- Kitajima Ami – Digimon : Pichimon
- Kahara Shou (Hacker Tamer) – Digimon : Peckmon
- Yuu – Digimon : Gaomon

Digimon Chronicle
- Dorumoto Kouta – Digimon : Dorumon
- Shinji – Digimon : Omnimon X
- Yuji – Digimon : Ryuudamon

C'mon Digimon
- Kentaro – Digimon : Bun
- Makoto – Digimon : Greymon
- Shinichirou – Digimon : Deathmon

Digimon Xros Wars
- Taiki Kudou – Digimon : Shoutmon
- Zenjirou Tsurugi
- Akari HinomotoKiriha Aounuma – Digimony : Greymon i MailBirdramon
- Nene Amano
- Ballistamon
- Dorulumon
- Starmon i grupa Pickmonów

## Serie
Digimon Savers – piąta seria z cyfrowymi stworami niemająca nic wspólnego z poprzednimi. Nastolatek Masaru Daimon spotyka Agumona, który uciekł z organizacji DATS (Digital Accident Tactics Squad) zajmującej się zwalczaniem Digimonów pojawiających się w realnym świecie. Masaru wstępuje do DATS i wraz ze swym partnerem Agumonem oraz Yoshino i Tohma pracują, aby ochronić miasto przed pojawiającymi się Digimonami. Wkrótce jednak będą musieli stawić czoła złu kryjącemu się wewnątrz świata digimonów.
Digimon Xros Wars – najnowsza odsłona anime z serii. Podobnie jak poprzednia, rozgrywa się w kompletnie nowym uniwersum, niezwiązanym z poprzednimi sezonami. Opowiada o wojnie toczącej się w Cyfrowym świecie. Protagonista, Taiki Kudou, formuje armię Digimonów o nazwie Xros Heart, starając się przeciwstawić hegemonii Armii Bagura.
Digimon Universe Appli Monsters – seria, która miała premierę w 2016 roku. Po raz pierwszy bohaterami nie są Digimony, a podobne do nich Appmony – cyfrowe istoty, które pochodzą z aplikacji na smartfony. Seria ta skupia się na Appmonach, które zostały zainfekowane przez Leviathana (głównego antagonistę). Grupa dzieci, znanych jako AppliDriverzy (posiadacze urządzenia o nazwie Appli Drive) próbuje je powstrzymać. Pomagają im w tym dobre Appmony, np. Gatchmon (partner Haru Shinkai'a).

## Filmy kinowe
- Digimon The Movie – Digimon Adventure
- Digimon The Movie 2 –Digimon Adventure: Our War Game!
- Digimon The Movie 3 – Digimon Adventure 02 : Digimon Hurricane Touchdown/Supreme Evolution! The Golden Digimentals
- Digimon The Movie 4 – Digimon Adventure 02 : Diaboromon Strikes Back
- Digimon The Movie 5 – Digimon Tamers : The Adventurers Battle
- Digimon The Movie 6 – Digimon Tamers : The Runaway Digimon Express
- Digimon The Movie 7 – Digimon Frontier : Revival of the Ancient Digimon
- Digimon The Movie 8 – Digital Monster X-Evolution
- Digimon The Movie 9 – Digimon Savers : Ultimate Power! Burst Mode Invoke!!

## Manga
Najważniejsze komiksy i wydawnictwa:
- C'mon Digimon – Pierwsza manga o Digimonach.
- Digimon Adventure V-Tamer 01 – od 21 listopada 1998.
- Dark Horse – Wydawnictwo z USA. Wydało pierwsze 13 odcinków serii Digimon Adventure w wersji komiksowej.
- Egmont-Polska – Polski oddział wydawnictwa, który wydał pierwsze 12 odcinków serii Digimon Adventure w wersji komiksowej.
- Panini – Wydawnictwo wydające komiksy o Digimonach na podstawie wersji anime najpierw w Niemczech, później także w Wielkiej Brytanii.
- TOKYOPOP – Wydawnictwo, które wydało chińską manhua, przedstawiającą wszystkie części anime, w USA
- Digimon Chronicle – manga wydawana od 2004 roku.
- D-Cyber – chińska manhua.
- Digimon Next – manga wydawana od 2005 roku.

## Najważniejsi twórcy
- Akiyoshi Hongo – twórca oryginalnej koncepcji digimonów
- Hiroyuki Kakudo – reżyser Digimon Adventure i Digimon Adventure 02
- Yukio Kaizawa – reżyser Digimon Tamers i Digimon Frontier
- Chiaki J. Konaka – autor Digimon Tamers